# 中村盛太郎
中村 盛太郎（なかむら もりたろう、1907年9月6日 - 没年不明）は、日本の経営者。山之内製薬社長、会長を務めた。

## 経歴
東京都出身。1928年に東京商科大学商学専門部を卒業し、同年4月に住友銀行に入行。1962年5月に山之内製薬に転じ、同年8月に常務に就任し、1968年8月に副社長を経て、1974年8月には社長に就任した。1977年3月に会長を経て、1980年3月には相談役に就任。